# 2024 год в истории метрополитена
В этой статье перечисляются основные  события из истории метрополитенов в 2024 году. Полужирным шрифтом выделены открытия новых транспортных систем.

## События

### Первое полугодие

#### Январь
- 1 января — Каирский метрополитен, продление линии 3, 5 станций (Kit-Kat — Rod El Farag Corridor)[1].
- 9 января — Московский метрополитен, открытие депо «Аминьевское»[2], ставшее третьим на Большой кольцевой линии.
- 10 января — Казанский метрополитен, увеличение стоимости проезда: за наличный расчёт — на 6 (до 42) руб, за безналичный — на 3 (до 38) руб[3][4].
- 29 января — Стамбульский метрополитен, продление линии 11 на одну станцию (Kağıthane — Gayrettepe, 3,5 км)[5].
- 30 января — Петербургский метрополитен, открытие после ремонта станции «Ладожская»[6].

#### Февраль
- 24 февраля — Измирский метрополитен, продление линии (Fahrettin Altay — Şehitlik, 7 км)[7].

#### Март
- 4 марта — Измирский метрополитен, продление линии (Şehitlik — Kaymakamlık, 1 км)[7].
- 6 марта:
  - открытие метрополитена Агры, первая линия (Mankameshwar Mandir — Taj East Gate)[8].
  - Калькуттский метрополитен — открытие участка линии 2 (Howrah Maidan — Esplanade), не связанного с ранее построенными; продление линии 3 (Taratala — Majerhat); открытие линии 6 (Kavi Subhash — Hemanta Mukhopadhyay, 5,4 км)[9].
  - Кочинский метрополитен, продление линии (SN Junction — Thripunithura, 1 км)[10].
  - Метрополитен Пуны, продление линии 2 (Ruby Hall Clinic -Ramwadi, 5,5 км)[11].
- 10 марта — Стамбульский метрополитен, продление линии 3 (Kirazli — Bakirköy Sahil, 8,4 км)[5].
- 11 марта: 
  - Московский метрополитен, запуск поезда «Москва-2024» на Замоскворецкой линии[12].
  - Ташкентский метрополитен — продление линии Тридцатилетия независимости Узбекистана (Quruvchilar — Qipchoq, 3,5 км)[13].
- 16 марта — Стамбульский метрополитен, продление линии 5 (Çekmeköy — Samandira Merkez, 6,5 км)[5].
- 18 марта — Стамбульский метрополитен, продление линии 9 (Bahariye — Ataköy, ~ 12 км)[5].
- 19 марта — Стамбульский метрополитен, продление линии 11 (Kargo Terminali — Arnavutköy Hastane, 8,5 км)[5].
- 21 марта — в ходе российского обстрела ТЭС в очередной раз обесточен метрополитен Харькова.
- 23 марта — Осакский метрополитен, продление линии Мидосудзи (Kitakyu Senri-Chuo — Minoh-Kayano, 2,5 км)[14].
- 28 марта:
  - Метрополитен Бурсы, продление линии 1 (Emek — Geçit/Balat, 1,2 км)[15].
  - Чанчуньский метрополитен, открытие линии 6 (Shuangfeng — Changchun Movie Wonderland, 29,6 км)[16].
- 31 марта — Нанкинский метрополитен, открытие линии 5 (жёлтой) (9 станций, 12,9 км)[17].

#### Апрель
- 1 апреля — Шаосинский метрополитен, продление линии 1 (Huangjiu Town — Daqingsi, 4,1 км; работает отдельный шаттл)[18].
- 16 апреля — Дубайский метрополитен, из-за дождей затопило ряд станций[19].
- 25 апреля — Панамский метрополитен, линия 1 продлена на 1 станцию, 2,3км[20].
- 26 апреля — Метрополитен Циндао, открытие линии 6 (Hengyunshan Road — Lingshan Bay, 30,5 км)[21].

#### Май
- 1 мая — Хэфэйский метрополитен, продление линии 4 (Beiyanhu — Shaomaigang, 12 км)[22].
- 15 мая — Каирский метрополитен, продление линии 3 (Kit-Kat — Cairo University, 7,1 км)[23].
- 20 мая — Московский метрополитен: увеличение стоимости разовой поездки на 3 руб (до 57 руб)[24].

#### Июнь
- 1 июня — Петербургский метрополитен: закрылись на ремонт станции «Фрунзенская» (по 2027 год) и «Удельная» (по май 2025)[25].
- 13 июня — Парижский метрополитен, продление линии 11 на 6 станций, 5,4 км[26].
- 21 июня — Московский метрополитен: технический пуск первого участка 16 (Троицкой) линии, 4 станции, 8,3 км.[27].
- 22 июня:
  - закрытие вилочного ответвления[28] на Большой кольцевой линии со станциями «Шелепиха» и «Деловой центр» Московского метрополитена[29].
  - Копенгагенский метрополитен — продление линии М4 на 5 станций: Havneholmen, Enghave Brygge, Sluseholmen, Mozarts Plads и Ny Ellebjerg[30].
- 23 июня — Сингапурский метрополитен, продление линии Томсон — Восточное побережье, 10,8 км[31].
- 24 июня — Парижский метрополитен, продление линии 14 на 8 станций, 14 км[26].
- 25 июня — в связи с реконструкцией линий Волгоградского метротрамвая приостановлена его работа[32].
- 28 июня:
  - Метрополитен Порту — продление линии D на 3 станции (3,1км)[33]
  - Метрополитен Чанши — продление линии 1 на 5 станций (Kaifu District Government — Jinpenqiu)[34]
  - Метрополитен Нинбо — продление линии 5 на 5 станций (Xingzhuang Road — Luotuo Bridge)[35]
- 29 июня — Метрополитен Сучжоу, открыта линия 6 (Suzhou Xinqu Railway Station — Sangtiandao), 31 станция, 36км[36].
- 30 июня — Гаосюнский метрополитен: продление 2 (Красной) линии на 1 станцию, 1,5 км[37].

### Второе полугодие

#### Июль
- 1 июля
  - повышение стоимости проезда в Нижегородском метрополитене на 5 (до 40) руб[38].
  - Тяньцзиньский метрополитен — продление линии 1 (Красной) на 1 станцию[39].
- 2 июля — Пражский метрополитен: на открытой после реконструкции в ноябре 2023 года станции «Йиржиго з Подебрад» установлены и введены в тестовую эксплуатацию (до конца октября 2024 года) 2 пары пассажирских лифтов[40].
- 11 июля — Петербургский метрополитен: окончание ремонта и повторное открытие станции «Чернышевская»[41].
- 17 июля — Неаполитанский метрополитен: линия 6 продлена на 4 станции (Mergellina — Municipio)[42].
- 22 июля — Метрополитен Катании, единственная линия продлена на 2 станции (Nesima — Monte Po), 1,7км[43].

#### Август
- 6 августа — Чикагский метрополитен, открытие станции Damen на действующем участке Зелёной линии[44].
- 8 августа — Ханойский метрополитен, открытие второй линии (8 станций, 8,5км)[45].
- 10 августа — Сеульский метрополитен, продление линии 8 на 6 станций (Amsa — Byeollae), 12,4 км[46].
- 19 августа — Сиднейский метрополитен, продление линии на 8 станций (Chatswood — Sydenham), 15,5км[47].
- 23 августа — Фошаньский метрополитен, продление 3 линии на 13 станций (Zhen’an — Zhongshan Park, Lianhe — Foshan University), 22,2 км[48].
- 30 августа — ЛРТ Сиэтла, продление линии на 4 станции (Northgate — Lynnwood City Center), 13,6 км[49].

#### Сентябрь
- 5 сентября — Московский метрополитен, открытие станции «Потапово» Сокольнической линии[50].
- 7 сентября — Московский метрополитен, открытие первых 4 станций Троицкой линии («Новаторская» — «Тютчевская»)[51].
- 10 сентября — Метрополитен Сучжоу, открытие линии 8 (Xijinqiao — Chefang), 28 станций, 35,5 км[52].
- 17 сентября — Ахмедабад, продление линии 2, 5,4 км.
- 26 сентября — Сианьский метрополитен:
  - открытие линии 10 (Jingshangcun — Zhaohuiguangchang), 17 станций, 34,4 км
  - продление линии 5 на 2 станции (Matengkong — Yanminghu), 3,4 км
  - продление линии 6 на 2 станции (Xi’an Int’l Medical Center — Xi’an South Railway Station), 4,5 км[53].
- 28 сентября — Тяньцзинь, линия 5, 13+1,5 км.
- 29 сентября
  - Метрополитен Пуны, продление линии 1 на 3 станции (District Court — Swargate), 3,3 км[54].
  - Чэнду, линия 3, 38 км.

#### Октябрь
- 1 октября — Ухань, линия 7, 15 км.
- 7 октября — Мумбай, линия 3, 12,7 км.
- 12 октября — Милан, продление линии 4, 7,8 км.
- 31 октября — возобновлена работа Волгоградского метротрамвая[32].

#### Ноябрь
- 1 ноября
  - Гуанчжоу, линия 3
  - Макао, Сек-Пай-Вань, 1,6 км.
- 3 ноября — Лос-Анджелес, 1,9 км.
- 7 ноября — Бангалор, зелёная линия, 3,1 км.
- 16 ноября — Манила, продление линии 1
- 22 ноября — Цзинаньский метрополитен, линия 3, 12,7 км[55].
- 26 ноября — Харбинский метрополитен, линия 3, 8,6 км[56].
- 30 ноября:
  - открытие Салоникского метрополитена, линия 1, 9,6 км[57].
  - Шанхайский метрополитен, продление линии 17, 6,6 км[58].
  - Чжэнчжоуский метрополитен, продление линии 6, 18 станций, 26,4 км[59].

#### Декабрь
- 1 декабря:
  - открытие Риядского метрополитена (первые 3 линии — Жёлтая, Синяя и Фиолетовая)[60].
  - Метрополитен Сучжоу, продление линии 7[61].
- 2 декабря — Метрополитен Макао, открытие линии Хэнцинь, 2 станции, 2,2 км[62].
- 3 декабря — Сюйчжоуский метрополитен, продление линии 3[63].
- 8 декабря — Ахмадабад, продление линии 1, 1,3 км.[источник не указан 188 дней]
- 10 декабря — Сингапурский метрополитен, продление линии Север — Восток на 1 станцию (Punggol — Punggol Coast), 1,7 км[64].
- 15 декабря:
  - Риядский метрополитен, открытие линии 2 (Красной, 15 станций, 24,2 км) и линии 5 (Зелёной, 12 станций, 12,6 км)[65].
  - Пекинский метрополитен, открытие линий 3 (9 станций, 14,7 км) и 12 (20 станций, 26,8 км)[66].
- 18 декабря — Метрополитен Циндао, продление линии 2 на 3 станции (Taishan Road — Sichuan Road)[67].
- 19 декабря — Метрополитен Чэнду, продление линий 8 (Guilong Road — Shilidian, Lianhua — Longgang) и 27 (Shifo — Shuxin Road)[68].
- 20 декабря — SkyTrain (Ванкувер), открытие станции Capstan на линии «Канада»[69].
- 21 декабря — Метрополитен Тэгу, продление линии 1, 8,7 км[70].
- 22 декабря — открытие Хошиминского метрополитена (1 линия, 14 станций)[71].
- 26 декабря:
  - Сианьский метрополитен, открытие линии 8 (кольцевая), 37 станций, 50 км[72].
  - Хэфэйский метрополитен, открытие линии 8 (12 станций, 22,5 км)[73][74].
- 27 декабря:
  - Петербургский метрополитен, открытие станции «Горный институт» на Лахтинско-Правобережной линии[75].
  - Ухань, продление линии 11, 16,3 км.
- 28 декабря:
  - Московский метрополитен, продление Троицкой линии на 3 станции («Тютчевская» — «Новомосковская»)[76].
  - Метрополитен Гуанчжоу, открытие линии 11 (кольцевая), 31 станция, 44,2 км[77].
  - Шэньчжэньский метрополитен:
    - открытие линии 13
    - продление линий 3, 7, 11, 12[78].

  - Нанкинский метрополитен, продление линии 7, 17 станций, 21,7 км[79].
  - Тяньцзиньский метрополитен, продление линии 11, 10 станций[80].
- 30 декабря:
  - Московский метрополитен, открытие подземных пересадок со станций БКЛ «Электрозаводская» и «Авиамоторная» на соответствующие станции Арбатско-Покровской и Калининской линий[81].
  - Шэньян, линия 3, 23 км.
  - Ханьчжоу, линия 5, 1,6 км.
  - Минский метрополитен:
    - продление Зеленолужской линии на 3 станции («Ковальская слобода» — «Слуцкий гостинец»)[82]. Общее число станций в Минске увеличилось до 36.
    - ввод в эксплуатацию электродепо «Слуцкое»[83].
    - начало эксплуатации вагонов 81-765.7/766.7/767.7 "Минск-2024".

## Происшествия
| Дата       | Метро                     | Погибли | Пострадали | Описание |
| ---------- | ------------------------- | ------- | ---------- | --- |
| 4 января   | Нью-Йоркский метрополитен | 0       | 26         | Два поезда столкнулись на Линии Бродвея и Седьмой авеню, Ай-ар-ти. |
| 10 января  | Нью-Йоркский метрополитен | 0       | 0          | Поезд сошёл с рельсов между станциями Нептьюн-авеню и Уэст Восьмая улица — Нью-Йоркский аквариум. |
| 31 мая     | Московский метрополитен   | 0       | 5          | Во время движения на Сокольнической линии у поезда отлетела деталь и попала в токоприёмник. Поезд встал в тоннеле. Эвакуирован 171 человек. Лёгкие травмы получили 5 человек. В Дептрансе заявили об отсутствии пострадавших.                                                                    |
| 17 октября | Московский метрополитен   | 0       | 0          | Во время движения на Большой Кольцевой линии у поезда модели «Москва-2020» отлетела одна из дверей вагона, повредив ещё одну дверь. Машинист высадил пассажиров, пострадавших нет. Согласно заявлению Департамента транспорта, специальной комиссией будет проведено расследование случившегося. |